# الوطن (جريدة جزائرية)
جريدة الوطن (بالفرنسية El Watan) هي صحيفة يومية جزائرية تصدر باللغة الفرنسية منذ 8 أكتوبر 1990م. و تحتل هذه الدورية المركز الثالث من حيث عدد المبيعات بعد جريدة الخبر و جريدة الشروق اليومي. تهتم بالأخبار الوطنية والمحلية والدولية السياسية، الاقتصادية، الاجتماعية والرياضية و الفنية. تصدر من السبت إلى الخميس.
رئيس تحريرها : عمر بلهوشات.

## التأسيس
ظهرت صحيفة الوطن لأول مرة في 8 أكتوبر1990. تأسست من قبل مجموعة من الصحفيين السابقين في المجاهد بعد صدور القانون رقم 90-07 بتاريخ 3 أبريل 1990 (المعروف بقانون حمروش). تفويض الصحافة الخاصة في الجزائر.
الوطن هي جريدة مرجعية في الجزائر. مديرها ، عمر بلحوشت ، حصل على العديد من الجوائز الدولية بما في ذلك القلم الذهبي للحرية في عام 1994 ، وهي جائزة قدمتها الرابطة العالمية للصحف.
تم تعليق الصحيفة ست مرات 3 منذ عام 1993 (كان آخر تعليق في عام 1998) وتم حظرها من الدعاية العامة.
بمناسبة الذكرى العشرين لتأسيسها ، نشرت الوطن في عام 2010 رقمًا خاصًا موضحًا على الصفحة الأولى برسم رسام الكاريكاتير الشهير هشام بابا أحمد (لو هيك) الذي يلخص هذه السنوات العشرين في أربع لوحات: «ولدت الوطن في عهد الشاذلي ، أمل في ظل بوضياف ، قاوم زيرال ونجا تحت بوتفليقة».

## الإيقاف والإرهاب والخلافات
في 2 يناير 1993 ، تم تعليق الوطن لمدة خمسة عشر يومًا بسبب مقاله في مقال واحد حول الهجوم على ثكنات قصر الحيران (ولاية الأغواط) التي أودت بحياة خمسة من رجال الدرك. وقد صاحب هذا التعليق اعتقال واحتجاز الشرطة لمدة 72 ساعة لعمر بلحوش ، مدير الصحيفة ، وناصرة بن علي ، صاحبة المقال وأربعة صحفيين آخرين من الوطن. بتهمة تعريض أمن الدولة للخطر ومهاجمة فيلق منظم ومهاجمة معنويات القوات ، تم سجنهم لمدة أربعة أيام. انتهت المعركة القضائية [المراوغة] في 15 أكتوبر / تشرين الأول 2002 عندما أكدت المحكمة العليا الجزائرية إطلاق سراح جميع المتهمين.
في 13 أبريل 1994 ، اغتيل محمد ميسيفيوك ، مراسل صحيفة الوطن في مستغانم (وأيضًا صحفي مجلة المخبر) على يد مجموعة إرهابية بالقرب من الشلف. وهو واحد من 101 صحفي جزائري (وثلاثة صحفيين أجانب) اغتيلوا خلال العقد المظلم. في ديسمبر 1994 ، تم تعليق صحيفة الوطن للمرة الثانية لمدة أسبوعين بعد نشر مقال يكشف أن الجيش الجزائري اشترى طائرات هليكوبتر فرنسية ستستخدم في الحرب ضد الإرهاب. انتهك هذا المقال الحظر المفروض على المعلومات الأمنية الذي أصدرته وزارة الداخلية في مرسوم موجه إلى الناشرين والمسؤولين في الصحافة الجزائرية 8. في 25 فبراير 1995 ، نشرت الوطن تحقيقا في استيراد الماسحات الضوئية وكشفت حالة فساد وسرقة أموال عامة. عمر بلحوشت يخضع لإشراف قضائي بعد شكوى من وزارة الصحة الجزائرية. أعادت وزارة الصحة ، التي أصدرتها محكمة الجزائر العاصمة في 26 يونيو / حزيران 1995 ، إلى التهمة بتقديم شكوى جديدة بشأن «ازدراء الجسد». أولاً ، في عام 1996 ، أمر جيلالي حجاج (مؤلف المقالة) وعمر بلحوشت بدفع غرامات. لكن في عام 2002 ، أطلق سراحهم أخيراً من قبل النظام القضائي الجزائري.
في أبريل ومايو 1996 ، فرضت الرقابة اليومية مرتين على الإبلاغ عن مذابح المواطنين خلال العقد المظلم.
في عام 1998 ، نشرت الوطن تحقيقاً أجرته الصحفية سليمة تلمساني بشأن الزيادة غير المبررة في عدد الوفيات في عيادة في بير مراد رايس (الجزائر العاصمة). تشكك المقالة في الصمامات المعيبة المستخدمة أثناء التخدير وتثير تواطؤًا بين مدير العيادة والشركة المنتجة لهذه الصمامات. الأمر الذي يستحق للصحيفة معركة قانونية جديدة أسفرت عن الحكم على سليمة تلمشاني بالسجن شهرين مع وقف التنفيذ وغرامة عمر بلحوشيت. تم التأكيد على الاستئناف ، وتم إلغاء هذا الحكم أخيرًا في عام 2006 من قبل عفو الدولة.

## عنوانها
دار الصحافة الطاهر جاووت الجزائر العاصمة.

## وصلات خارجية
- الموقع الرسمي لجريدة الوطن .
- El-Watan toolbar